# Вежбова (Нижньосілезьке воєводство)
Вежбова (пол. Wierzbowa, нім. Rückenwaldau) — село в Польщі, у гміні Ґромадка Болеславецького повіту Нижньосілезького воєводства.
Населення — 500 осіб (2011).
У 1975-1998 роках село належало до Легницького воєводства.

## Демографія
Демографічна структура станом на 31 березня 2011 року:
|          | Загалом | Допрацездатний вік | Працездатний вік | Постпрацездатний вік |
| -------- | ------- | ------------------ | ---------------- | -------------------- |
| Чоловіки | 237     | 49                 | 160              | 28                   |
| Жінки    | 263     | 55                 | 143              | 65                   |
| Разом    | 500     | 104                | 303              | 93                   |